# Scaevola lanceolata
Scaevola lanceolata är en tvåhjärtbladig växtart som beskrevs av George Bentham. Scaevola lanceolata ingår i släktet Scaevola och familjen Goodeniaceae. Inga underarter finns listade i Catalogue of Life.